# Helmand (rijeka)
Rijeka Helmand ili Helmend, Helmund, Hirmand (paštunski: fa. هیرمند, هلمند fa-Latn. Hīrmand, Helmand, latinski: la. Erymandrus) je najduža rijeka u Afganistanu koji predstavlja glavni izvor vode za endoreički Sistanski slijev.

## Zemljopisne karakteristike
Rijeka Helmand je duga 1 150 km (715 milja). Izvire u planinama Hindukuša, oko 80 km zapadno od Kabula (34°34′N 68°33′E / 34.567°N 68.550°E), prolazeći sjeverno od prijevoja Unai. Potom skreće na jugozapad preko pustinje Dashti Margo, do močvara Seistan i jezersko područja Hamun-e Helmand kraj Zabola na afganistansko-iranskoj granici (31°9′N 61°33′E / 31.150°N 61.550°E).
Rijeka je najvećim dijelom toka, za razliku od većine rijeka koje se ne ulijevaju u more, lišena soli. Ekstenzivno se koristiza navodnjavanje, iako je korisnost ograničena zbog naslaga mineralnih soli. Voda je nužna za zemljoradnike u Afganistanu, ali se ulijeva u Jezero Hamun te je važna za zemljoradnike u iranskoj pokrajini Sistan i Beludžistan.
Niz hidrocentrala je stvorio umjetne rezervoare na afganistanskim rijekama, što uključuje i Kajakai na Helmandu. Glavna pritoka Helmanda je rijeka Arghandab (ušće na 31°27′N 64°23′E / 31.450°N 64.383°E) koje je istovremeno brana kraj Kandahara.[Nespretno prevedeno?]

## Vanjske poveznice
|  | Zajednički poslužitelj ima još gradiva o temi Helmand (rijeka) |

- From Wetland to Wasteland: The Destruction of the Hamoun Oasis